# Società Ginnastica Gallaratese 1929-1930
Questa voce raccoglie le informazioni riguardanti la Società Ginnastica Gallaratese nelle competizioni ufficiali della stagione 1929-1930.

## Rosa
| N. |                   | Ruolo | Calciatore          |
| -- | ----------------- | ----- | ------------------- |
|    | Italia (bandiera) | A     | Teodoro Badà        |
|    | Italia (bandiera) | C     | Antonio Bernacchi   |
|    | Italia (bandiera) | C     | Mario Cappa (I)     |
|    | Italia (bandiera) | C     | Pietro Cappa (II)   |
|    | Italia (bandiera) | A     | Enzo Dal Dan        |
|    | Italia (bandiera) | P     | Mario Fontana       |
|    | Italia (bandiera) | A     | Alessandro Lattuada |
|    | Italia (bandiera) | A     | Attilio Leva (III)  |
|    | Italia (bandiera) | A     | Mario Lovetti       |
|    | Italia (bandiera) | A     | Natale Luoni        |

| N. |                   | Ruolo | Calciatore       |
| -- | ----------------- | ----- | ---------------- |
|    | Italia (bandiera) | D     | Luigi Manini     |
|    | Italia (bandiera) | C     | Pietro Negri     |
|    | Italia (bandiera) | A     | Giacomo Olivieri |
|    | Italia (bandiera) | A     | Mario Pigorini   |
|    | Italia (bandiera) | A     | Provasio         |
|    | Italia (bandiera) | C     | Scandroglio      |
|    | Italia (bandiera) | C     | Fabio Storchi    |
|    | Italia (bandiera) | D     | Piero Thiella    |
|    | Italia (bandiera) | A     | Domenico Torti   |
|    | Italia (bandiera) | A     | Settimo Zini     |